# Décès en 1174
Décès
- 1170
- 1171
- 1172
- 1173
- 1174
- 1175
- 1176
- 1177
- 1178

Cette page dresse une liste de personnalités mortes au cours de l'année 1174 :
- 18 janvier : Vladislav II de Bohême, prince puis roi de Bohême.
- 2 février : Enguerrand, évêque de Glasgow, archidiacre de Teviotdale et chancelier d'Écosse.
- mai : Naratheinkha, 6e roi de Pagan.
- 6 mai : Ibn Qurqūl, théologien arabe.
- 15 mai : Nur ad-Din, une des principales figures de la Contre-Croisade du XIIe siècle qui lutte contre la présence des croisés en Syrie ainsi qu'en Égypte et prône pour cela l'unification des musulmans.
- 28 juin :  André Ier Bogolioubski, dirigeant du Rus' de Kiev, il dirige Kiev officiellement en tant qu'administrateur.
- 1er juillet : Mathieu II de Beaumont-sur-Oise, comte et seigneur de Beaumont-sur-Oise, grand chambrier de France.
- 11 juillet : Amaury Ier de Jérusalem, victime de la dysenterie.
- 14 septembre : Pierre de Tarentaise, moine cistercien du XIIe siècle, nommé archevêque de Tarentaise.
- 4 octobre : Robert d'Aire, évêque de Cambrai.
- 25 novembre[1] : Évrard des Barrès troisième Grand-Maître de l’ordre du Temple (1147/1151) devenu moine à Clairvaux.

- Alix de Savoie, princesse issue de la maison de Savoie.
- Amaury Ier de Jérusalem, comte de Jaffa et d’Ascalon, roi de Jérusalem.
- Évrard des Barres, 3e maître de l'ordre du Temple.
- Gautier de Saint-Omer, prince consort de Galilée et de Tibériade.
- Hong Zun (1120-1174)[2], auteur des Monnaies antiques (Gukuan), premier ouvrage de numismatique chinoise.
- Miles de Plancy, noble du royaume de Jérusalem originaire de Champagne, sénéchal du royaume, seigneur de Montréal et d'Outre-Jourdain.

## Crédit d'auteurs
- Cet article est partiellement ou en totalité issu de l'article intitulé « 1174 » (voir la liste des auteurs).